# Campeonato Europeo de Baloncesto Masculino Sub-16
El Campeonato Europeo Sub-16 masculino de la FIBA, es una competición anual de baloncesto, de selecciones europeas masculinas de categoría Sub-16. Es organizada por la FIBA Europa y se disputa desde el año 1971.

## Equipos participantes
Esta competición está compuesta por las siguientes selecciones:
- Bélgica
- Francia
- Grecia
- Italia
- Lituania
- Italia
- Macedonia del Norte
- Serbia
- España
- Finlandia
- Alemania
- Israel
- Letonia
- Montenegro
- Eslovenia
- Turquía

## Ediciones
| Año  | Sede                                             | Partido por la medalla de oro         | Partido por la medalla de oro         | Partido por la medalla de oro         | Partido por la medalla de bronce      | Partido por la medalla de bronce      | Partido por la medalla de bronce      |
| Año  | Sede                                             | Oro                                   | Resultado                             | Plata                                 | Bronce                                | Resultado                             | 4.ª plaza                             |
| ---- | ------------------------------------------------ | ------------------------------------- | ------------------------------------- | ------------------------------------- | ------------------------------------- | ------------------------------------- | ------------------------------------- |
| 1971 | Italia (Gorizia)                                 | Yugoslavia                            | 74–60                                 | Italia                                | Unión Soviética                       | 56–55                                 | España                                |
| 1973 | Italia (Angri / Summonte)                        | Unión Soviética                       | 68–57                                 | España                                | Yugoslavia                            | 77–74                                 | Italia                                |
| 1975 | Grecia (Atenas / Salónica)                       | Unión Soviética                       | 64–61                                 | Grecia                                | Yugoslavia                            | 74–72                                 | Italia                                |
| 1977 | Francia (Le Touquet / Berck)                     | Turquía                               | 68–66                                 | Yugoslavia                            | Unión Soviética                       | 95–70                                 | Italia                                |
| 1979 | Siria (Damasco)                                  | Yugoslavia                            | 103–100                               | Italia                                | España                                | 122–82                                | Alemania                              |
| 1981 | Grecia (Salónica / Katerini)                     | Unión Soviética                       | 72–57                                 | Italia                                | Alemania                              | 78–64                                 | Finlandia                             |
| 1983 | Alemania Occidental (Tübingen / Ludwigsburg)     | Yugoslavia                            | 89–86                                 | España                                | Alemania                              | 72–69                                 | Grecia                                |
| 1985 | Bulgaria (Ruse)                                  | Yugoslavia                            | 99–81                                 | España                                | Italia                                | 85–81                                 | Alemania                              |
| 1987 | Hungría (Székesfehérvár)                         | Yugoslavia                            | 83–77                                 | Italia                                | Unión Soviética                       | 84–76                                 | España                                |
| 1989 | España (Guadalajara / Tarancón / Cuenca)         | Grecia                                | 81–79                                 | Yugoslavia                            | Italia                                | 63–59                                 | Turquía                               |
| 1991 | Grecia (Kastoria / Komotini / Salónica)          | Italia                                | 106–91                                | Grecia                                | España                                | 87–67                                 | Turquía                               |
| 1993 | Turquía (Trabzon / Giresun / Samsun)             | Grecia                                | 76–58                                 | España                                | Rusia                                 | 72–62                                 | Turquía                               |
| 1995 | Portugal (Setúbal / Seixal / Almada)             | Croacia                               | 75–62                                 | España                                | Grecia                                | 73–72                                 | Macedonia del Norte                   |
| 1997 | Bélgica (Pepinster / Kortrijk / Quaregnon)       | Yugoslavia                            | 100–87                                | Rusia                                 | Israel                                | 65–55                                 | Francia                               |
| 1999 | Eslovenia (Polzela / Celje / Laško)              | Yugoslavia                            | 59–48                                 | Grecia                                | Turquía                               | 81–63                                 | Francia                               |
| 2001 | Letonia (Riga)                                   | Yugoslavia                            | 55–43                                 | Rusia                                 | España                                | 75–74                                 | Lituania                              |
| 2003 | España (Madrid)                                  | Serbia y Montenegro                   | 83–68                                 | Turquía                               | Rusia                                 | 92–70                                 | España                                |
| 2004 | Grecia (Amaliada / Pyrgos)                       | Francia                               | 65–60                                 | Rusia                                 | Turquía                               | 75–69                                 | Lituania                              |
| 2005 | España (León)                                    | Turquía                               | 61–55                                 | Francia                               | España                                | 70–63                                 | Lituania                              |
| 2006 | España (Linares / Andújar / Martos)              | España                                | 110–106                               | Rusia                                 | Serbia y Montenegro                   | 85–69                                 | Croacia                               |
| 2007 | Grecia (Ierapetra / Rétino / Heraklion)          | Serbia                                | 56–55                                 | España                                | Lituania                              | 65–55                                 | Turquía                               |
| 2008 | Italia (Chieti)                                  | Lituania                              | 75–33                                 | República Checa                       | Turquía                               | 77–65                                 | Francia                               |
| 2009 | Lituania (Kaunas)                                | España                                | 70–64                                 | Lituania                              | Serbia                                | 75–69                                 | Polonia                               |
| 2010 | Montenegro (Bar)                                 | Croacia                               | 80–52                                 | Lituania                              | Turquía                               | 75- 64                                | España                                |
| 2011 | República Checa (Pardubice / Hradec Králové)     | Croacia                               | 67–57                                 | República Checa                       | España                                | 61–53                                 | Francia                               |
| 2012 | Lituania (Panevėžys / Vilna) Letonia (Ventspils) | Turquía                               | 66–61                                 | Francia                               | Serbia                                | 83–69                                 | Italia                                |
| 2013 | Ucrania (Kiev)                                   | España                                | 65–63                                 | Serbia                                | Grecia                                | 78–50                                 | Italia                                |
| 2014 | Letonia (Riga / Ogre / Liepāja / Grobina)        | Francia                               | 78–53                                 | Letonia                               | España                                | 77–73                                 | Turquía                               |
| 2015 | Lituania (Kaunas)                                | Bosnia y Herzegovina                  | 96–90                                 | Lituania                              | Turquía                               | 73–68                                 | España                                |
| 2016 | Polonia (Radom)                                  | España                                | 74–72                                 | Lituania                              | Turquía                               | 77–70                                 | Croacia                               |
| 2017 | Montenegro (Podgorica)                           | Francia                               | 75–68                                 | Montenegro                            | Serbia                                | 76–71                                 | Croacia                               |
| 2018 | Serbia (Novi Sad)                                | Croacia                               | 71–70                                 | España                                | Turquía                               | 82–59                                 | Francia                               |
| 2019 | Italia (Udine)                                   | España                                | 70–61                                 | Francia                               | Italia                                | 73–68                                 | Rusia                                 |
| 2020 | Macedonia del Norte (Skopie)                     | Cancelado por la pandemia de COVID-19 | Cancelado por la pandemia de COVID-19 | Cancelado por la pandemia de COVID-19 | Cancelado por la pandemia de COVID-19 | Cancelado por la pandemia de COVID-19 | Cancelado por la pandemia de COVID-19 |
| 2021 | Macedonia del Norte (Skopie)                     | Cancelado por la pandemia de COVID-19 | Cancelado por la pandemia de COVID-19 | Cancelado por la pandemia de COVID-19 | Cancelado por la pandemia de COVID-19 | Cancelado por la pandemia de COVID-19 | Cancelado por la pandemia de COVID-19 |
| 2022 | Macedonia del Norte (Skopie)                     | Lituania                              | 77–68                                 | España                                | Francia                               | 65–46                                 | Grecia                                |
| 2023 | Macedonia del Norte (Skopie)                     | España                                | 77–68                                 | Italia                                | Francia                               | 88–62                                 | Lituania                              |
| 2024 | Grecia (Heraclión)                               | Francia                               | 82–70                                 | España                                | Serbia                                | 74–65                                 | Grecia                                |
| 2025 | Georgia (Tiflis)                                 | Serbia                                | 99–86                                 | Lituania                              | Eslovenia                             | 79–71                                 | Italia                                |

## Medallero
- Actualizado hasta Tiflis 2025

| Núm. | País                 | Oro | Plata | Bronce | Total |
| ---- | -------------------- | --- | ----- | ------ | ----- |
| 1    | España               | 6   | 9     | 6      | 21    |
| 2    | Serbia               | 6   | 1     | 5      | 12    |
| 3    | Yugoslavia†          | 5   | 2     | 2      | 9     |
| 4    | Francia              | 4   | 3     | 2      | 9     |
| 5    | Croacia              | 4   | 0     | 0      | 4     |
| 6    | Turquía              | 3   | 1     | 7      | 11    |
| 7    | Unión Soviética†     | 3   | 0     | 3      | 6     |
| 8    | Lituania             | 2   | 5     | 1      | 7     |
| 9    | Grecia               | 2   | 3     | 2      | 7     |
| 10   | Italia               | 1   | 5     | 3      | 9     |
| 11   | Bosnia y Herzegovina | 1   | 0     | 0      | 1     |
| 12   | Rusia                | 0   | 4     | 2      | 6     |
| 13   | República Checa      | 0   | 3     | 1      | 4     |
| 14   | Letonia              | 0   | 1     | 0      | 1     |
| 14   | Montenegro           | 0   | 1     | 0      | 1     |
| 16   | Alemania             | 0   | 0     | 2      | 2     |
| 17   | Israel               | 0   | 0     | 1      | 1     |
| 17   | Eslovenia            | 0   | 0     | 1      | 1     |

## MVP (desde 1999)
| Año  | MVP                 |
| ---- | ------------------- |
| 1999 | Aleksandar Gajić    |
| 2001 | Veljko Tomović      |
| 2003 | Nemanja Aleksandrov |
| 2004 | Vitalij Kuznecov    |
| 2005 | Antoine Diot        |
| 2006 | Ricky Rubio         |
| 2007 | Dejan Musli         |
| 2008 | Jonas Valančiūnas   |
| 2009 | Tauras Jogėla       |
| 2010 | Dario Šarić         |
| 2011 | Mario Hezonja       |
| 2012 | Okben Ulubay        |
| 2013 | Stefan Peno         |
| 2014 | Killian Tillie      |
| 2015 | Džanan Musa         |
| 2016 | Usman Garuba        |
| 2017 | Killian Hayes       |
| 2018 | Roko Prkačin        |
| 2019 | Rubén Domínguez     |
| 2022 | Mario Saint-Supery  |
| 2023 | Guillermo del Pino  |
| 2024 | Cameron Houindo     |
| 2025 | Nikola Kusturica    |